# Campos del Malecón
Los Campos del Malecón, también conocidos como El Malecón o Nuevo Malecón, son un recinto deportivo ubicado a orillas del río Besaya en la ciudad de Torrelavega, en la comunidad autónoma de Cantabria (España). Fue inaugurado el 3 de agosto de 1922 y en él disputa sus partidos como local la Real Sociedad Gimnástica de Torrelavega. Tiene capacidad para 6007 espectadores y fue reabierto en 2012 tras su total remodelación. También fue sede del partido de rugby entre España y Chile en 2015.

## Historia

### El terreno de juego
La creciente demanda de la Gimnástica de Torrelavega de tener un campo donde disputar sus partidos de fútbol y realizar otras actividades deportivas ya que la Sociedad se dedicaba al atletismo, ciclismo y otros eventos con mucha afición entre los ciudadanos en aquellos primeros años del siglo hizo que se reuniese un importante capital merced a donaciones particulares de ciudadanos notables para poder construir la instalación deportiva.
El lugar idóneo resultó ser unos terrenos a la orilla del río Besaya. El estadio fue construido a la manera olímpica de la época y guardaba gran similitud con los Estadios Olímpicos de Londres y de Amberes. La tribuna era de madera y recordaba a las de los míticos estadios británicos.

### El primer partido
El primer partido se jugó entre la Gimnástica y la Unión Montañesa, aunque el estadio no fue inaugurado con carácter oficial hasta el 13 de agosto de 1922, en presencia de la reina Victoria Eugenia disputándose en él un partido amistoso entre la Real Sociedad de San Sebastián y el Athletic Club. 
Al año siguiente, el 13 de agosto de 1923, también en presencia de la reina y de los príncipes de España, la Gimnástica de Torrelavega se enfrentó al Athletic.
El estadio fue casa del Deportivo Torrelavega, sustituto durante 12 años de la Gimnástica, concretamente entre los años 1931 y 1943.
El Malecón fue bombardeado durante la guerra civil española y se hubo de reconstruir la hermosa tribuna principal de madera, construida al estilo de los campos ingleses. En 2004 se encontró una bomba de aquel bombardeo con material explosivo activo enterrada a 5 metros bajo el terreno de juego.